# Убийца Мороз (Флэш)
Убийца Мороз (англ. Killer Frost) — седьмой эпизод третьего сезона американского научно-фантастического телесериала «Флэш», повествующего о приключениях супергероя и борца с преступностью Барри Аллена / Флэша. Сценарий к эпизоду был написан Эндрю Крайсбергом и Брук Робертс на основе рассказа Джудалины Нейры, режиссёрское кресло занял Кевин Смит. Премьера состоялась 22 ноября 2016 года на канале The CW. В центре сюжета находится Кейтлин Сноу (Даниэль Панабэйкер), одна из членов команды Флэша, которая теряет контроль над своим альтер эго, Убийцей Мороз, после того, как спасла Барри Аллена от Савитара. В стремлении избавиться от своих сверхсил. Убийца Мороз похищает Джулиана Альберта и требует у него найти Доктора Алхимию, который поможет ей в этом, но в результате вынуждена вступить в противостояние с Барри и Циско.
Эпизод получил в основном положительные отзывы критиков, которые особо отметили актёрскую игру Панабэйкер и динамику отношений между членами команды.

## Сюжет
Савитар и похищенный им Барри совершают пробежку по всему городу, в ходе которой злой бегун жестоко избивает его и демонстрирует своё превосходство над Флэшем. Циско и Кейтлин успевают спасти Барри, но Савитару удаётся скрыться.
Кейтлин, потерявшая контроль над собой, силой допрашивает одного из последователей Доктора Алхимии в штаб-квартире полиции, а затем похищает Джулиана и принуждает его начать поиски других приспешников Доктора, чтобы найти злодея и попросить у него забрать её силы Убийцы Мороз. Барри и Циско узнают о её местоположении и после непродолжительной схватки запирают её в камере для мета-людей.
Но вскоре она раскрывает всей команде, что в смерти Дантэ виноват Барри: первый был жив, пока последний не отправился в прошлое и не создал «Флэшпоинт». Очень обеспокоенный этим признанием, Джо освобождает Уолли из кокона, который появляется перед всеми со способностями бегуна и скрывается в неизвестном направлении. Тем временем Барри удаётся вернуть в команду Кейтлин — он предлагает ей выбор: если она хочет сбежать, она должна убить Флэша, но она восстанавливает контроль над своими силами и помогает остальным в поисках Уолли. Джо и Барри находят его и стабилизируют его состояние при помощи сыворотки, изобретённой Кейтлин. Вскоре Джулиан вынуждает Барри уволиться из полицейского департамента Централ-сити, чтобы он мог защитить Кейтлин.
В сцене после титров выясняется, что Доктор Алхимия — это Альберт, которого Савитар зачем-то заставил работать на него.

## Отзывы

### Зрители
Эпизод посмотрело 2,94 миллиона зрителей, рейтинг в возрастной группе от 18 до 49 составил 1,1. Это на 2 % ниже, чем результат предыдущего эпизода, который посмотрело 3,01 миллиона зрителей, а рейтинг 18-49 достиг отметки 1,2.

### Критика
Джесси Шедин из IGN поставил эпизоду «великолепные» 8,0 из 10. По его словам «„Убийца Мороз“ слегка застопорился в попытке по-прежнему представить Савитара как непобедимого злодея. Но построение сюжета вокруг конфликта между Кейтлин И Барри и Циско пошло эпизоду на пользу. По-настоящему сопереживаешь, когда узы, связывающие команду Флэша, начинают рушиться. Если сезон 3 собирается достигнуть высот своих предшественников, то ему нужно сосредоточиться именно на взаимоотношениях персонажей, даже когда речь идёт о Савитаре или Алхимии».
Скотт Вон Довиак, пишущий для The A.V. Club, оценил «Убийцу Мороз» на B+, написав следующее: «Нити сезона сплетаются в одно целое в эмоциональном „Убийце Мороз“, который наконец демонстрирует нам последствия эгоистичных действий Барри Аллена и расплату за них. Час начинается с того, что Уолли заключён в кокон, а Барри прижат к стене цепкой хваткой Савитара. И снова наш герой сталкивается со спидстером быстрее себя, хотя у Савитара есть ещё одно преимущество — он, похоже, невидим для всех, кроме Барри. В результате Кейтлин и Циско объединяют свои силы, чтобы выкинуть Савитара в другое измерение, по крайней мере на время».
Ченселлор Агард в своей рецензии для Entertainment Weekly написал, что «Кевин Смит, став режиссёром этого эпизода, совершил своё более чем долгожданное возвращение. Если вы забыли, то он срежиссировал лучший эпизод 2 сезона, серию „Сбежавший динозавр“, наполненный пафосом час, демонстрирующий умение режиссёра придать серьёзный тон шоу. И в „Убийце Мороз“ он снова наносит несколько эмоционально метких ударов, заставив некоторых актёров проявить свои лучшие качества. Тем не менее стыд и позор эпизоду, который, в отличие от „Сбежавшего динозавра“, продолжает падение этого сезона в тёмную бездну (однако в конце имеется один момент, который вселяет надежду)».